# Марко Рог
Марко Рог (на хърватски: Marko Rog) е хърватски футболист, полузащитник, който играе за Динамо Загреб.

## Кариера
Първи договор подписва с Вараждин, с когото играе в хърватската трета лига. Записва 17 гола в 30 мача. През лятото на 2014 г. е привлечен в Сплит. Професионалният му дебют е на 28 юли 2014 г. срещу Истра 1961. През юни 2015 г. се присъединяв към гранда Динамо (Загреб). Неговият договор е за 5 години. Като трансферната сума е около €5 млн. На 12 юли 2015 г. прави дебют като влиза на мястото на Анте Чорич в 62-рата минута срещу Хайдук Сплит.

## Национален отбор
На 12 ноември 2014 г. прави дебют за националния отбор, като влиза в игра в 82-рата минута срещу Аржентина.